# اشتراک کارتی
اشتراک کارتی ماهواره ای، همچنین به عنوان اشتراک کلمه کنترل شناخته می‌شود، روشی است که به چندین مشتری یا گیرنده تلویزیون دیجیتال اجازه می‌دهد تا فقط با یک کارت اشتراک معتبر، به یک شبکه تلویزیونی اشتراکی دسترسی داشته باشند. این امر با همرسانی الکترونیکی بخشی از داده‌های خروجی کارت هوشمند دسترسی مشروط مشروعیت حاصل می‌شود، و به کلیه گیرندگان امکان می‌دهد دسترسی همزمان به جریان‌های DVB تقریب شده، که در شبکه تلویزیونی رمزگذاری شده نگهداری می‌شوند، بدست آورند.
به‌طور معمولی، یک کارت هوشمند قانونی به یک گیرنده تلویزیون دیجیتال میزبان متصل است، که مجهز به نرم‌افزاری برای همرسانی کلید رمزگذاری شده ۶۴ بیتی «کلمه کنترل» بر روی شبکه رایانه ای، مانند اینترنت است. هنگامی که مشتری این کلید را دریافت کرد، می‌تواند محتوای رمزگذاری شده را رمزگشایی کند و گویی از کارت اشتراک خود استفاده می‌کنند.
تئوری اشتراک کارت به عنوان یک وکتور حمله بالقوه بر روی رمزگذاری تلویزیون pay، در کتاب ۱۹۹۶ Scrambling Systems توسط جان مک کورماک در سال ۱۹۹۶ ارائه شده‌است. منجر به اصطلاح «مک کورماک هک» می‌شود که برای توصیف سیستم‌های اشتراک کارت اولیه استفاده می‌شود.

## عملیات اساسی
امنیت ارتباطی فناوری کارت هوشمند دستیابی مشروط با امنیت استاندارد DVB که در آن کار می‌کند محدود شده‌است. روش استاندارد یک کارت هوشمند قانونی، رمزگشایی یک ECM (پیام کنترل واضح) است، که پس از آن کلمه کنترل را فراهم می‌کند، که امکان مشاهده مواد scrambled را فراهم می‌کند. با وجود اشتراک کارت، کارت هوشمند و ویژگی‌های امنیتی آن دور می‌شوند. نرم‌افزار کلمه کنترل رمزگشایی شده را متوقف می‌کند و به کاربر اجازه می‌دهد تا آن را در یک شبکه رایانه ای به اشتراک بگذارد.

### قانونی
یک مشکل مهم برای همرسانی کارت‌های اینترنتی این است که می‌توان این فعالیت را از طریق ردیابی آدرس IP منشأ ردیابی کرد - اگرچه این فرد فردی را که ممکن است به یک ISP یا مشترک سرویس خدمات تلویزیونی اختصاص دهد، نمی‌توان ردیابی کرد. پرونده‌های کیفرخواست علیه میزبان اشتراک کارت در حال افزایش است.  در ماه اوت سال ۲۰۰۹، لیورپول مرد دوباره فروش خدمات از یک شبکه همرسانی کارت به مشتریان پرداخت تحت تعقیب قرار گرفت. این اولین مورد از این نوع در انگلستان بود. در اوایل سال ۲۰۱۱، دو حمله دیگر در انگلستان اتفاق افتاد که توسط کابل بریتانیا، ویرجین مدیا تحریک شده‌است.